# Kvášňovice
Kvášňovice – gmina w Czechach, w powiecie Klatovy, w kraju pilzneńskim. Według danych z dnia 1 stycznia 2014 liczyła 119 mieszkańców.